# Wasilij Pietrienko
Wasilij Jakowlewicz Pietrienko, Wasyl Petrenko (ros. Василий Яковлевич Петренко, ur. 19 grudnia 1911?/1 stycznia 1912 we wsi Koczubejiwka, zm. 21 marca 2003 w Moskwie) – radziecki generał porucznik, pochodzenia ukraińskiego, weteran wielkiej wojny ojczyźnianej, Bohater Związku Radzieckiego.

## Życiorys
Urodził się w ukraińskiej rodzinie chłopskiej, we wsi Koczubejiwka w rejonie czutowskim w obwodzie połtawskim. Skończył szkołę średnią, pracował na wsi, w 1929 został powołany do Armii Czerwonej, w 1932 ukończył szkołę piechoty, a w 1940 Akademię Wojskową im. Michaiła Frunzego. Od czerwca 1941 uczestniczył w walkach obronnych w czasie ataku III Rzeszy na Związek Radziecki. Walczył na Froncie Woroneskim, Centralnym i 1 Ukraińskim. We wrześniu 1943 brał udział w bitwie o Dniepr, dowodził 266 Dywizją Piechoty, później 107 Dywizją Piechoty 60 Armii Frontu Centralnego/1 Frontu Ukraińskiego. Uczestniczył w walkach na przyczółku sandomierskim, wyzwalaniu niemieckiego obozu zagłady Auschwitz-Birkenau (27 stycznia 1945), operacji górnośląskiej i rozbiciu wojsk wroga na terytorium Niemiec. W 1948 ze złotym medalem ukończył Wojskową Akademię Sztabu Generalnego i został dowódcą 37 Dywizji Zmechanizowanej Gwardii w Leningradzie, 1951–1953 był zastępcą dowódcy korpusu w Grupie Wojsk Radzieckich w Niemczech, później w Uzbekistanie i Tadżykistanie, a od 1957 I zastępcą dowódcy 14 Armii w Kiszyniowie. Od października 1958 pracował w Akademii Wojskowej im. Frunzego, w 1967 otrzymał stopień generała porucznika, był kandydatem nauk wojskowych (1961), adiunktem (1964) i profesorem (1970), w 1976 zakończył służbę wojskową.

## Ordery i odznaczenia
- Złota Gwiazda Bohatera Związku Radzieckiego (17 października 1943)
- Order Lenina (dwukrotnie)
- Order Czerwonego Sztandaru (trzykrotnie)
- Order Suworowa II klasy
- Order Suworowa III klasy
- Order Wojny Ojczyźnianej I klasy
- Order Czerwonego Sztandaru Pracy
- Order Czerwonej Gwiazdy
- Order „Za służbę Ojczyźnie w Siłach Zbrojnych ZSRR” III klasy
- Order Żukowa (25 kwietnia 1995)
- Order Krzyża Grunwaldu III klasy (Polska Ludowa, 24 czerwca 1946)[2]
- Krzyż Komandorski Orderu Zasługi Rzeczypospolitej Polskiej (Polska, 19 stycznia 2000[3])

I medale.